# 女子プロレス伝説 超嬢血戦
「女子プロレス伝説 超嬢血戦」（じょしぷろれすでんせつ ちょうじょうけっせん）とは、CS放送チャンネルのV☆パラダイスにて放送されているプロレス番組である
。

## 概要
2019年4月3日放送開始。
元々、V☆パラダイスでは、女子プロレス団体・プロレスリングWAVEの冠番組『コミカル&セクシー プロレスリングWAVE』を約8年間にわたって放送していたが、2019年3月27日を以て終了。当番組は、その後番組として引き続き女子プロレスにスポットを当てた番組として放送開始。
当番組では、旧・全日本女子プロレスや、旧・ジャパン女子プロレス→JWPなどで活躍したレジェンド女子レスラーが登場し、自らのベストマッチを選び、当時の心境や思い出、今だから話せることなどを、実際の試合映像を見ながら当時を振り返り本人がコメンタリーで解説する。
同年7月2日からは、テレビ北海道での遅れネットをスタート。

## 放送時間
- 毎週水曜日22時から30分(再放送もあり)
- U-NEXT、Amazon Prime Videoチャンネルで過去の放送回の配信あり

## 出演
- 実況：泉井弘之介（RINGSTARS編集長、前番組に引き続き実況を担当）
- 解説：旧・全日本女子プロレス出身者や旧・JWP出身者を中心とするレジェンド女子レスラー（3週おきに代わる）

## 放送内容
- 第1回～第3回：長与千種
- 第4回～第6回：キューティー鈴木
- 第7回～第9回：アジャコング
- 第10回～第12回：ブル中野
- 第13回～第15回：豊田真奈美
- 第16回～第18回：ダイナマイト関西
- 第19回～第21回：井上京子
- 第22回～第24回：工藤めぐみ
- 第25回～第27回：吉田万里子
- 第28回～第30回：神取忍
- 第31回～第33回：井上京子
- 第34回～第36回：下田美馬
- 第37回～第39回：山田敏代
- 第40回～第42回：堀田由美子
- 第43回～第45回：風間ルミ
- 第46回～第48回：尾崎真弓
- 第49回～第51回：吉田万里子
- 第52回～第54回：三田英津子
- 第55回～第57回：イーグル沢井
- 第58回～第60回：立野記代
- 第61回～第63回：渡辺智子